# Ioánnis Vroútsis
Ioánnis Vroútsis (en grec Ιωάννης Βρούτσης), né le 1er juin 1963 à Athènes, est un homme politique grec.
Il est ministre du Travail et des Affaires sociales de 2019 à 2021.

## Biographie
Aux élections législatives grecques de janvier 2015, il est élu député au Parlement hellénique sur la liste de la Nouvelle Démocratie dans la circonscription des Cyclades. Il est désigné représentant parlementaire de Nouvelle Démocratie pour la XVIe législature.